# Rádóckölked
Rádóckölked è un comune dell'Ungheria di 278 abitanti (dati 2001). È situato nella contea di Vas.